# Un ladrón en la alcoba
Un ladrón en la alcoba (Trouble in Paradise) es una comedia cinematográfica estadounidense dirigida por Ernst Lubitsch y estrenada en 1932. 
La película cuenta la historia de un famoso ladrón, Gaston Monescu, que un día conoce a una hermosa carterista, Lily. Cada uno reconocerá a su alma gemela en el otro, y ambos decidirán empezar toda una carrera profesional del robo, eso sí, hecho con la mayor de las delicadezas y el mejor de los estilos: el de un verdadero caballero y una verdadera dama.

## Sinopsis
En Venecia, Lily (Miriam Hopkins), carterista que se hace pasar por condesa, conoce al famoso ladrón Gaston Monescu (Herbert Marshall), quien a su vez se está haciendo pasar por barón, y se enamoran. Cerca de un año después, en París, roban un bolso con diamantes incrustados a la viuda Mariette Colet, la cual ofrecerá una recompensa para recuperarlo. Gaston se lo devuelve y la cautiva de tal forma que Madame Colet lo contrata como secretario.

## Premios
National Board of Review
| Reconocimiento              | Candidata              | Resultado |
| --------------------------- | ---------------------- | --------- |
| Diez mejores filmes del año | Un ladrón en la alcoba | Incluida  |